# Pachecoa prismatica
Genre
Espèce
Classification phylogénétique
Pachecoa prismatica est une espèce de plantes à fleurs dicotylédones de la famille des Fabaceae, sous-famille des Faboideae, originaire d'Amérique.
C'est l'unique espèce acceptée du genre Pachecoa (genre monotypique).

## Synonymes
Selon Catalogue of Life (7 octobre 2018) : 
- Hedysarum prismaticum Sessé & Moc.
- Pachecoa guatemalensis Standl. & Steyerm)
- Pachecoa venezuelensis Burkart
- Chapmannia prismatica (Sessé & Moc.) Thulin (préféré par GRIN)[4]